# Батраков, Алексей Андреевич
Алексе́й Андре́евич Батрако́в (род. 9 июня 2005, Орехово-Зуево, Московская область) — российский футболист, атакующий полузащитник московского «Локомотива».

## Клубная карьера

### «Локомотив» (Москва)
Воспитанник академии московского «Локомотива». В составе «железнодорожников» выделялся на различных детско-юношеских турнирах. С командой клуба в сезоне 2020/21 побеждал в ЮФЛ-2, в сезоне 2023 — в Молодёжной футбольной лиге, при этом был признан лучшим игроком турнира, также стал лучшим ассистентом турнира в сезоне и поделил первое-второе места по системе «гол плюс пас» (9 голов и 12 результативных передач в 17 матчах). Летом 2023 года начал привлекаться к тренировкам с основным составом «Локомотива», участвовал в контрольных матчах, отметившись забитым мячом в ворота «Волгаря». Зимой продлил контракт с клубом до 2027 года и был взят на сборы в ОАЭ, в матче с саудовским «Аль-Ухдудом» вышел на замену и отдал результативную передачу и забил гол. Также он забил в матче с Гульф Юнайтед .
31 марта 2024 года провёл первый матч в российской премьер-лиге, на 55-й минуте домашней игры 22-го тура чемпионата против «Краснодара» (1:1) выйдя на замену вместо Марио Митая. 2 апреля в матче Кубок России по футболу 2023/2024 вышел в стартовом составе и провел на поле все 90 минут. 6 мая вышел в стартовом составе в матче с футбольным клубом Ростов.
Дебютный гол в МИР РПЛ забил 12 мая 2024 года в матче против «Оренбурга» с передачи Максима Глушенкова. 4 августа 2024 года в матче против «Ахмата» отдал три голевые передачи и забил гол.
В октябре 2024 года после 11 туров РПЛ стал лучшим игроком сезона в Европе по системе «гол+пас» (13 очков), опередив в том числе Роберта Левандовского и Виктора Дьёкереша (по 12 очков). Всего в сезоне 2024/25 сыграл 29 матчей в чемпионате России и забил 14 мячей (4 — с пенальти), заняв третье место в списке лучших бомбардиров турнира и лучшее среди россиян. Также Батраков сделал 7 голевых передач и поделил по этому показателю 4-е место в чемпионате. По системе «гол+пас» набрал 21 очко (14+7) и поделил первое место с Мирлиндом Даку из Рубина (15+6).

## Карьера в сборной
8 сентября 2023 года дебютировал в молодёжной сборной России (тренер — Иван Шабаров, ранее вызывавший игрока в сборную из игроков до 19 лет) в матче против команды Узбекистана (3:3), поучаствовал в двух из трех мячей.
30 августа 2024 года впервые получил вызов в основную сборную России на сентябрьские матчи против сборной Вьетнама и Таиланда. 
15 ноября 2024 года свой дебютный гол против Брунея в товарищеском матче, он забил правой ногой из-за пределов штрафной и мяч залетел от штанги.

## Статистика
| Выступление      | Выступление      | Выступление      | Лига | Лига | Кубок | Кубок | Еврокубки | Еврокубки | Итого | Итого |
| Клуб             | Лига             | Сезон            | Игры | Голы | Игры  | Голы  | Игры      | Голы      | Игры  | Голы  |
| ---------------- | ---------------- | ---------------- | ---- | ---- | ----- | ----- | --------- | --------- | ----- | ----- |
| Локомотив        | Премьер-лига     | 2023/24          | 5    | 1    | 1     | 0     | —         | —         | 6     | 1     |
| Локомотив        | Премьер-лига     | 2024/25          | 29   | 14   | 8     | 1     | —         | —         | 37    | 15    |
| Локомотив        | Премьер-лига     | 2025/26          | 4    | 6    | 2     | 2     | —         | —         | 6     | 8     |
| Локомотив        | Итого            | Итого            | 38   | 21   | 11    | 3     | —         | —         | 49    | 24    |
| Всего за карьеру | Всего за карьеру | Всего за карьеру | 38   | 21   | 11    | 3     | —         | —         | 49    | 24    |

## Достижения

### Личные
- Лучший молодой футболист российской премьер-лиги (лауреат премии «Первая пятёрка»): 2024